# Камчикский тоннель
Камчикский тоннель (узб. Qamchiq tunneli) — железнодорожный тоннель через Камчикский горный перевал, находится на железнодорожной линии Тукимачи — Пап, связывающей Ферганскую долину с остальной частью Узбекистана, а также с системой железных дорог Кыргызстана и Китая. Самое крупное сооружение данного типа в бывшем СССР и Центральной Азии. В мировом рейтинге, по своей сложности среди тоннелей, расположенных в горной местности, туннель занимает 8-е место, а по длине железнодорожного полотна в тоннеле — 25-е.
Работы по строительству тоннеля начались в 2013 году. Движениe по тоннелю открыто 27 августа 2016 года .
Генеральным подрядчиком строительства стала китайская компания China Railway Tunnel Group.

## История

### Железнодорожная линия Ангрен-Пап
18 июня 2013 года президент Узбекистана Ислам Каримов принял постановление «О мерах по организации строительства электрифицированной железнодорожной линии Ангрен-Пап».
Общая длина железнодорожного пути составляет 123,1 км. Она свяжет через перевал Камчик три области Ферганской долины, где проживают почти 7 млн человек, с остальной частью Узбекистана.
Целью строительства железнодорожной ветки является завершение создания единой железнодорожной сети Узбекистана, а также транспортировка грузов в обход Таджикистана, что дало бы возможность сэкономить время и значительные финансовые ресурсы.
Предварительная стоимость всего участка железной дороги Ангрен — Пап составляет 1,9 миллиарда долларов, финансирование его осуществляется благодаря кредитам международных финансовых институтов в объеме до 1 миллиарда долларов и собственным средствам узбекской стороны. Срок строительства — пять лет.
Стоимость строительства тоннеля оценивается в 455 млн долларов. По условиям контракта компания China Railway Tunnel Group планирует построить тоннель для движения поездов протяженностью 19 километров. Помимо этого, планируется сооружение эвакуационной штольни, необходимой на случай возникновения нештатных ситуаций.

### Строительство
Строительство началось в ноябре 2013 года.
Строительство тоннеля вели узбекистанские строительно-монтажные предприятия и организации — «СПМС-1», «Мостоотряд-67», «ПДМ Бухара», «Гидроспецстрой», СПМК, «Шахтострой», «Хусан кон мухандис», «СУВ-75», «ТошСУБВР» совместно с компанией из Китая China Railway Tunnel Group. На строительстве в среднем работало более 500 рабочих.
В процессе прокладки тоннеля строители преодолели немало трудностей и проблем, включая более 3 тысяч обвалов.
В феврале 2016 года были завершены проходческие работы на железнодорожном тоннеле.
25 мая 2016 года состоялась стыковка рельсов и по ним, от станции Ангрен до станции Пап в тестовом режиме, прошёл первый состав поезда.
22 июня 2016 года состоялась торжественная церемония, посвящённая запуску электрифицированной железной дороги «Ангрен-Пап» и открытию тоннеля, построенного в рамках широкомасштабного проекта.

### Эксплуатация
Начало регулярного движения поездов по тоннелю — 5 сентября 2016 года (рейсы Ташкент — Андижан и Ургенч — Андижан).

## Параметры тоннеля
- Длина тоннеля: 19 200 м
- Начало строительства: ноябрь 2013
- Сбойка южного и северного тоннеля: 27 февраля 2016
- Торжественное открытие: 22 июня 2016 [13]
- Начало эксплуатации: 11 июля 2016 [14] (грузовое движение) ; 27 августа 2016[15] (пассажирское движение)